# SP-287
A SP-287, também conhecida como Rodovia Engenheiro Thomaz de Magalhães, é uma rodovia transversal do estado de São Paulo, administrada pelo Departamento de Estradas de Rodagem do Estado de São Paulo (DER-SP).

## Denominações
Recebe as seguintes denominações em seu trajeto:
Nome:	Thomaz Magalhães, Engenheiro, Rodovia
- De - até:	Piraju - Fartura
- Legislação:	LEI 4.858 DE 28/11/85

Nome:	Geraldo Martins de Souza, Rodovia
- De - até:	Manduri - Piraju
- Legislação: LEI 2.915 DE 25/06/81

Nome:	Affonso Garcia, Rodovia
- De - até:	Óleo - Manduri
- Legislação: LEI 13.907 DE 22/12/2009

## Descrição
Principais pontos de passagem: SP 249 (Fartura) - Piraju - Manduri - Óleo

## Características

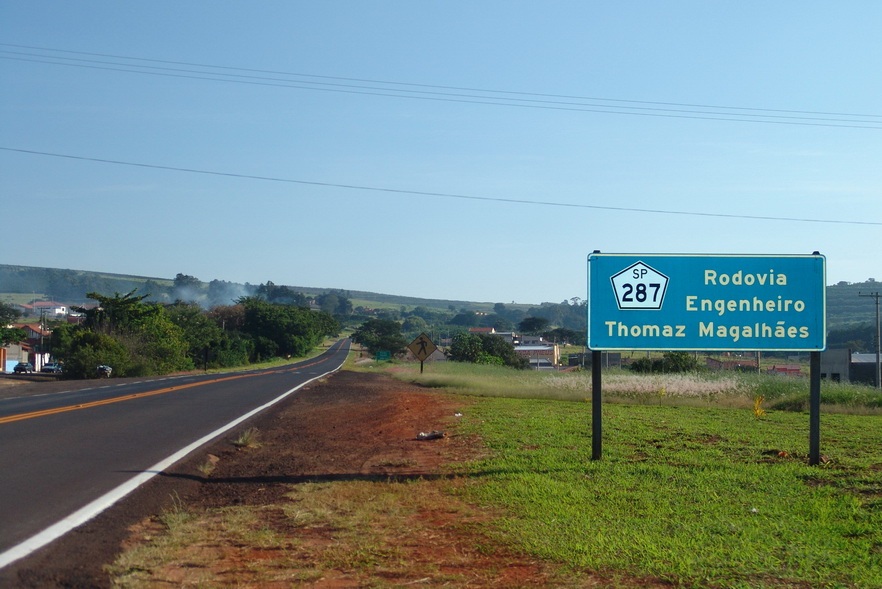
Trecho da SP-287 em Piraju.

### Extensão
- Km Inicial: 0,000
- Km Final: 64,115

### Localidades atendidas
- Fartura
- Sarutaiá
- Piraju
- Manduri
- Óleo